# Last Action Hero - L'ultimo grande eroe
Last Action Hero - L'ultimo grande eroe (Last Action Hero) è un film commedia d'azione statunitense con elementi fantasy del 1993, diretto da John McTiernan e interpretato da Arnold Schwarzenegger e Austin O'Brien.
La pellicola ironizza sui cliché dei film d'azione, presentando diverse parodie e riferimenti tipici al genere. Prodotto con un budget per l'epoca altissimo di 85 milioni di dollari, il film ne ricavò solamente 50 al botteghino negli Stati Uniti. Tuttavia recuperò parzialmente con gli incassi nel resto del mondo e le successive vendite in home video.

## Trama
Danny Madigan, 12 anni, è un grande fan di Jack Slater, eroe del cinema d'azione, del quale conosce tutti i film a memoria. Il suo unico vero amico Nick, un anziano proiezionista di un cinema, gli regala un biglietto magico avuto dal grande mago Harry Houdini in persona. In attesa dell'uscita dell'ultimo film della serie di Jack Slater (Jack Slater IV), Nick gli propone di vederlo prima dell'uscita nelle sale, al solito cinema a mezzanotte.
Il biglietto rivela i suoi poteri misteriosi poco dopo l'inizio del film, catapultando letteralmente il giovane Danny nell'automobile del suo eroe a godersi lo spettacolare inseguimento e le scene di acrobazia. La conoscenza che il ragazzo ha di particolari dovuti alla previa visione del film incuriosisce Dekker, il nevrotico capo di Jack, che decide di affiancare Danny a Jack, e insospettisce Benedict, perfido killer al servizio del boss mafioso Tony Vivaldi, che irrompe a casa Slater, sottrae il biglietto e riesce a sfuggire al detective, rientrato nel frattempo.
Benedict organizza un funerale molto speciale ad un mafioso ucciso al posto del suo capo, Leo La Scorreggia, che in omaggio alle passate qualità viene riempito di gas nervino che dovrebbe annientare tutta la gang rivale di Vivaldi. Jack e Danny si recano al funerale dove vengono traditi da John Practice, un corrotto collega di Jack, ma salvati in extremis da Whiskers, un gatto animato poliziotto. Jack, con l'aiuto di Danny, che si arrangia a manovrare una grossa gru, riesce a far cadere Leo in uno stagno di catrame che frena la diffusione del gas. Benedict fa fuori Vivaldi e braccato da Slater, usa il biglietto e si trasferisce nel mondo reale, seguito da Jack e Danny. Mentre Benedict scopre che nella realtà di New York i delitti restano impuniti, Jack vede le sue doti acrobatiche e atletiche molto ridotte rispetto alla finzione cinematografica.
Per giustificare la scomparsa da casa di Danny, Slater si finge un poliziotto con la madre di lui. Alla prima del nuovo film di Slater, Benedict tenta di uccidere Arnold Schwarzenegger (cosa che avrebbe comportato l'eliminazione di Jack Slater nel mondo immaginario della saga), servendosi dello Squartatore, fatto "uscire" dal relativo film.
Slater riesce a uccidere lo Squartatore, a salvare Danny gettato dal tetto da quest'ultimo e ad eliminare Benedict, ma rimane ferito. Tra la varie comparse famose che interpretano se stesse, Danny incontra addirittura la Morte de Il settimo sigillo di Ingmar Bergman, grazie alla quale capirà come far tornare Slater nel mondo immaginario (ovvero utilizzando l'altra metà del biglietto) dei suoi film dove ogni ferita all'eroe, per quanto possa sembrare grave è solo un graffio. Questo infatti è il responso del medico che visita Slater appena ritorna nel suo mondo.

## Personaggi principali

### Jack Slater
(Jack Slater, in una immaginaria interpretazione di Amleto)
Jack Slater è il prototipo dell'antieroe dei film d'azione degli anni '80 e anni '90. È sprezzante del pericolo e si trova continuamente coinvolto in "folli avventure", riuscendo sempre a sopravvivere. Dotato di un fisico imponente e di abilità fuori dal comune, spesso si prende gioco dei suoi nemici, mostrandosi spavaldo e sicuro di sé, e lasciandosi andare a battute sarcastiche. Jack è un poliziotto e il suo capo, il sergente Dekker, non lo sopporta visto che i suoi modi di agire bruschi causano molti danni collaterali. Indossa sempre gli stessi abiti, e porta con sé una quantità spropositata di armi, assieme all'immancabile sigaro. Per spostarsi non usa i normali veicoli della polizia, ma una muscle car decappottabile color oro, o un enorme monster truck di colore nero con fiamme.

### Danny Madigan
È il prototipo del ragazzino appassionato di film d'azione. Jack Slater è il suo eroe preferito, al punto che conosce tutti i suoi film e tutte le sue battute. Arriva tardi a scuola pur di assistere in anteprima al suo nuovo film. Nella vita non ha molti amici e spesso sogna di fare da spalla al suo eroe.

### Benedict
È un killer cinico, perfezionista e spietato, abile con le pistole e dotato di una incredibile mira. Ha un occhio di vetro, che a volte sostituisce a seconda dello stato umorale. Non sopporta il comportamento del suo capo, e soprattutto il suo modo di parlare.

### Tony Vivaldi
È un boss della mafia siciliana, impegnato in traffici illeciti e in una guerra tra famiglie per la supremazia territoriale. Il suo modo di esprimersi, a tratti grottesco, desta le ire di Benedict, che di nascosto lo chiama "scemotto".

## Camei e citazioni
Numerosissimi i riferimenti e le citazioni presenti in questa pellicola, oltre a tutta una serie di camei e comparsate di divi del cinema che interpretano se stessi, quali Sharon Stone, Robert Patrick, Jim Belushi, Jean-Claude Van Damme, Damon Wayans, Tina Turner, Little Richard. Inoltre appare anche la moglie di Schwarzenegger Maria Shriver.
- L'insegnante che mostra ai suoi alunni un video di Laurence Olivier è interpretata da Joan Plowright, vedova del famoso attore.
- Nella scena del Blockbuster si possono intravedere alcuni film come Dracula di Bram Stoker e Interceptor - Il guerriero della strada. Sono presenti anche pellicole del regista McTiernan, tra cui Trappola di cristallo, Caccia a Ottobre Rosso e Mato Grosso. C'è anche il poster di un improbabile Terminator 2 interpretato da Sylvester Stallone. Nel film Demolition Man il favore viene ricambiato, quando al protagonista Stallone viene detto che, durante l'ibernazione del suo personaggio, Schwarzenegger era diventato presidente degli Stati Uniti (anche se Stallone commenta la notizia in maniera ironica).
- I nomi dei cattivi di Jack Slater III e IV, lo Squartatore e Tony Vivaldi, sono chiari riferimenti a Jack lo squartatore e al compositore italiano Antonio Vivaldi.
- Quando Jack Slater incontra il collega John Practice, Danny gli spiega che l'attore che lo interpreta (F. Murray Abraham) "ha ucciso Mozart" nel film Amadeus, in cui interpretava Antonio Salieri.
- Durante la visione del film si può notare che i personaggi citano alcuni importanti kolossal del cinema come Via col vento e Rosemary's Baby - Nastro rosso a New York; vengono inoltre citati altri personaggi cinematografici come Indiana Jones, Freddy Krueger, King Kong e Frankenstein.
- Nella presentazione del film Jack Slater IV compare come produttore esecutivo il culturista Franco Columbu, già apparso in ruoli minori in altri film interpretati da Schwarzenegger, del quale era amico di lunga data, come Conan il barbaro e Terminator.
- Nella scena della lezione a scuola Austin O'Brien immagina Schwarzenegger che interpreta una parodia dell'Amleto di William Shakespeare.
- Nello stesso momento in cui Jack Slater sta entrando nella stazione di polizia, ne escono un poliziotto interpretato da Robert Patrick, omaggio al celebre personaggio del T-1000 de Terminator 2 - Il giorno del giudizio, e Sharon Stone nei panni della scrittrice assassina di Basic Instinct.
- Nella scena in cui Slater e Danny entrano nella stazione di polizia, il poliziotto che chiama Slater per passargli la telefonata della moglie è l'attore Mike Muscat, già apparso in Terminator 2 nella parte della guardia della Cyberdine Systems che lancia l'allarme a seguito dell'irruzione dei protagonisti.
- La scena in cui Danny vola con la bicicletta stagliandosi contro la luna piena è un’evidente citazione di E.T. l'extra-terrestre di Steven Spielberg.
- Nella sequenza dell'esplosione in cui muoiono il cugino di Jack Slater e due agenti di polizia, uno di questi ultimi prima di morire dice che gli mancavano 2 giorni alla pensione, citazione inversa ad una scena di Arma letale 3, in cui uno dei due protagonisti si salva da uno scontro a fuoco e ricorda che gli mancano 3 giorni alla pensione (Shane Black, uno dei due sceneggiatori del film, è l'autore del primo Arma letale).
- La scena di Jack Slater che fuoriesce dalla pozza di catrame con la faccia tutta coperta ricorda il finale del film Predator, in cui il personaggio di Schwarzenegger usciva da un fiume con il corpo e la faccia coperti di fango. In quel film il regista era lo stesso John McTiernan e lo sceneggiatore Shane Black, che interpretava uno dei personaggi secondari, ha riscritto alcuni dialoghi del copione.
- L'attore Frank McRae, qui nella parte del sergente Dekker, aveva già interpretato il ruolo del superiore in una stazione di polizia nel film 48 ore (1982), dove si trova a gestire il poliziotto Jack Cates (Nick Nolte) che proprio come Jack Slater usa modi bruschi per risolvere i casi. In alcune scene di questo film si vede il capitano Haden (McRae) urlare contro Jack in maniera quasi identica a ciò che accade in Last Action Hero. lnoltre il personaggio di Jack Slater presenta molti tratti in comune con quelli di Jack Cates. McRae interpreta il ruolo del capitano anche nel film commedia Palle in canna (1993), dove si vede urlare in maniera incomprensibile dentro una grande stazione di polizia, in maniera molto simile a ciò che si vede in Last Action Hero.
- Nella scena in cui Jack Slater cerca la casa di Tony Vivaldi e Benedict (su suggerimento di Daniel Madigan), quando bussa alla porta incontra uno scagnozzo assomigliante al personaggio di Oddjob, antagonista secondario del film Agente 007 - Missione Goldfinger, chiaro omaggio ai film di James Bond.
- Nel video del brano Big Gun degli AC/DC, colonna  sonora del film, partecipa Arnold Schwarzenegger che imita il sosia del musicista Angus Young, omaggio al gruppo australiano. Analogamente era successo anche per il video del brano You Could Be Mine dei Guns N' Roses, durante la promozione del film Terminator 2, in cui l'attore interagisce, nei panni del T-800, con il gruppo statunitense.

## Produzione
Fu il primo film ad avere il logo della Columbia dal 1993 al 2006.
L'auto di Jack Slater è una Pontiac Bonneville cabriolet del 1969. All'interno del film sono presenti circa 50 diversi modelli di armi da fuoco, alcune delle quali rare o in edizione speciale.

### Colonna sonora
1. Big Gun[5] – 4:24 – AC/DC
2. What the Hell Have I – 3:58 – Alice in Chains
3. Angry Again – 3:47 – Megadeth
4. Real World – 4:21 – Queensrÿche
5. Two Steps Behind – 4:19 – Def Leppard
6. Poison My Eyes – 7:04 – Anthrax
7. Dream On (Live) – 5:42 – Aerosmith
8. A Little Bitter – 3:53 – Alice in Chains
9. Cock the Hammer – 4:11 – Cypress Hill
10. Swim – 4:13 – Fishbone
11. Last Action Hero – 5:44 – Tesla
12. Jack and the Ripper – 3:43 – Michael Kamen feat. Buckethead

La musica che si sente durante l'ingresso alla stazione di polizia è una versione remix del brano Hangin' Tree di Jamalski e non è inclusa nella colonna sonora.

## Accoglienza

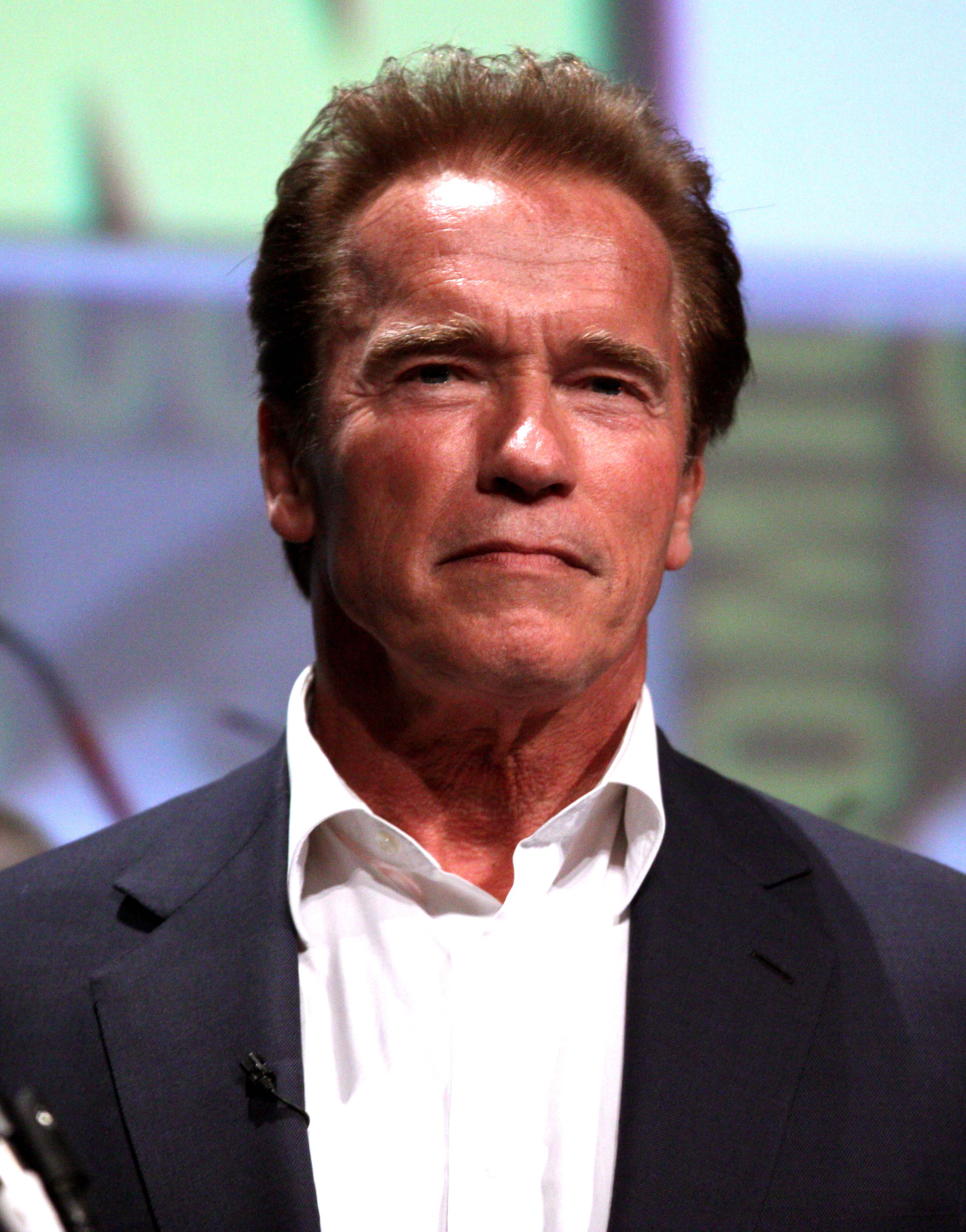
Parlando dell'insuccesso di Last Action Hero, Arnold Schwarzenegger ha incolpato il presidente Bill Clinton: "Non dimenticate che l'anno in cui uscì il film era l'anno in cui bisognava prendersela con Arnold. Clinton era stato eletto presidente e la stampa rese tutto politico, dicevano: okay, gli eroi d'azione anni ottanta sono finiti, ecco un esempio perfetto, diffusero quest'idea prima che nessuno avesse la possibilità di vedere il film. Dicevano: l'era dell'action hero è finita, è arrivato Bill Clinton, ora vanno i film di livello, non potevo vincere."

Il film è stato accolto tiepidamente dalla critica e dal pubblico, tanto da guadagnarsi in breve tempo lo status di flop cinematografico. I motivi furono una produzione travagliata, in cui la sceneggiatura di partenza di Zak Penn e Adam Leff venne riscritta da Shane Black, e una campagna pubblicitaria mastodontica che fece lievitare ulteriormente i costi del budget. La Columbia Pictures spese infatti mezzo milione di dollari solo per comprare uno spazio pubblicitario per il film sulla fiancata di un missile della NASA.
Last Action Hero venne pubblicizzato come uno dei maggiori blockbuster dell'estate, facendo leva sul grande successo ottenuto da Schwarzenegger con il suo film precedente Terminator 2 - Il giorno del giudizio. L'attore fu pagato 15 milioni di dollari per prendere parte al progetto. Last Action Hero fu inoltre il primo film girato in SDDS (Sony Dynamic Digital Sound), ma all'epoca solo pochi cinema erano in grado di supportare il nuovo sistema audio, e molti di questi riscontrarono problemi tecnici durante la proiezione della pellicola.

### Incassi
La casa produttrice decise di distribuire la pellicola nei cinema appena una settimana dopo il kolossal Jurassic Park di Steven Spielberg, diventato uno dei film con maggiori incassi nella storia del cinema.
Il film esordì al secondo posto del botteghino statunitense alle spalle di Jurassic Park durante il weekend del 18-20 giugno 1993. Gli incassi non furono nemmeno la metà di quelli del suo diretto concorrente, che alla seconda settimana nei cinema riusciva ancora a guadagnare più di 38 milioni di dollari contro i 15 milioni di debutto di Last Action Hero. Nel fine settimana successivo scese al quarto posto, venendo superato da Insonnia d'amore e Dennis la minaccia, con Jurassic Park ancora saldamente in testa. Il film andò leggermente meglio nel resto del mondo e concluse la sua corsa al botteghino con un ricavato totale di 137 milioni di dollari, comunque inferiore alle attese e in grado a malapena di coprire gli ingenti costi di produzione. Negli Stati Uniti fu solamente il 26º maggiore incasso dell'anno, mentre globalmente risultò il 15° film più visto del 1993.

### Critica
Il film ricevette critiche miste. Il sito Rotten Tomatoes gli ha dato una valutazione pari a 38% basandosi su 48 recensioni, con un punteggio medio di 5.00/10. Il consenso recita: "Last Action Hero ha la maggior parte degli ingredienti giusti per una parodia d'azione ad alto budget, ma il suo tono disordinato e la sua struttura irregolare non fanno che aumentare il caos confuso e caotico". Su Metacritic ha invece un punteggio di 44 basato su 19 recensioni.
Vincent Canby paragonò il film a "uno sketch di due ore del Saturday Night Live" e lo definì "qualcosa di disastroso, ma spesso gradevole". Roger Ebert diede un giudizio di due stelle e mezzo su quattro, scrivendo che nonostante alcuni momenti divertenti, Last Action Hero "sembra più un'idea brillante che un film portato a fondo". I toni della pellicola, a metà tra comico e action, finirono per scontentare entrambe le fasce di pubblico.
Il regista del film John McTiernan ha successivamente dichiarato: "All'inizio era una splendida storia stile Cenerentola con un bambino di nove anni [...] alla fine non feci nemmeno il film che pensavo di fare. Fu annegato nelle aspettative. Poi fu sputato fuori senza montaggio, praticamente assemblato così come l'avevamo girato. Era in sala cinque o sei settimane dopo aver finito le riprese. Fu un suicidio, stupido, senza nessuna giustificazione. Poi uscire una settimana dopo Jurassic Park... Dio mio! Per esplorare l'abisso delle scelte malsane che furono fatte ci vorrebbe una muta da sub".
Il film ottenne sei nomination ai Razzie Awards: peggior film, peggior attore protagonista (Arnold Schwarzenegger), peggior regista, peggior attore esordiente (Austin O'Brien), peggior sceneggiatura e peggior canzone originale (Big Gun), senza trionfare in nessuna categoria. Con il passare degli anni ha assunto comunque l'aura di film di culto.